# Pseudagrion coeleste
Pseudagrion coeleste is een juffer uit de familie van de waterjuffers (Coenagrionidae).
De soort staat op de Rode Lijst van de IUCN als niet bedreigd, beoordelingsjaar 2009.
De wetenschappelijke naam van de soort werd in 1947 gepubliceerd door Cynthia Longfield.

## Synoniemen
- Pseudagrion umsingaziense Balinsky, 1963
- Pseudagrion samfyae Pinhey, 1964